# Grant Fox
Grant James Fox (New Plymouth, 6 giugno 1962) è un ex rugbista a 15 e allenatore di rugby a 15 neozelandese, da giocatore attivo nel ruolo di mediano d'apertura e campione del mondo 1987 con gli All Blacks.

## Biografia
Già studente alla Auckland Grammar School, dove ebbe come vicepreside e allenatore di rugby il futuro C.T. degli All Blacks Graham Henry, la carriera di club Grant Fox è interamente legata all'Auckland, club nel quale militò per 11 stagioni realizzandovi più di 2 700 punti, e del cui staff tecnico fece parte in seguito (coinvolto sia nell'attività provinciale che in quelle della franchigia, gli Auckland Blues, nel Super Rugby).
Fox esordì con la maglia degli All Blacks a Buenos Aires contro l'Argentina il 26 ottobre 1985, e prese parte all'edizione inaugurale della Coppa del Mondo, disputata nel 1987 proprio in Nuova Zelanda, e che la Nazionale di casa vinse in finale contro la Francia; in tale torneo Fox si mise in luce anche come miglior marcatore della competizione, con 126 punti in 6 gare (21 piazzati, 1 drop goal e 30 trasformazioni) e 17 punti personali nella finale.
Prese anche parte, successivamente, all'edizione 1991 in Inghilterra: per lui 44 punti in 4 gare e il terzo posto finale.
La sua ultima presenza internazionale, che coincise anche con il ritiro assoluto dall'attività, fu il 31 luglio 1993 ad Auckland contro Samoa.
Nel 2005, per rendere omaggio al contributo dato al gioco del rugby, la International Rugby Hall of Fame ammise Fox nella galleria dei migliori giocatori di ogni epoca.

## Palmarès
- Coppe del mondo: 1
Nuova Zelanda: 1987.